# John Davies (historik)
John Davies (25. dubna 1938 – 16. února 2015) byl velšský historik. Narodil se ve vesnici Treorchy na jihu Walesu. Studoval na Cardiffské universitě a později na Trinity College v Cambridge. Je autorem knihy A History of Wales, která se věnuje velšské historii od nejranější doby až po moderní. Za své knihy byl oceněn řadou ocenění. Rovněž se věnoval pedagogické činnosti a byl televizním a rozhlasovým hlasatelem. Zemřel v roce 2015 ve věku 76 let.

## Dílo
- Cardiff and the Marquesses of Bute (1980)
- A History of Wales (1994)
- Broadcasting and the BBC in Wales (1994)
- The Celts (2000)
- The Welsh Academy Encyclopaedia of Wales (2008)
- The Making of Wales (2009)
- Wales: 100 Places to See Before You Die (2010)